# Марьино (сельское поселение Никольское)
Марьино — деревня в Шекснинском районе Вологодской области. Входит в сельское поселение Никольское (до 2019 года — в составе сельского поселения Юроченское).

## География
Расстояние по автодороге до районного центра Шексны — 33 км, до центра муниципального образования Юрочкино — 3 км. Ближайшие населённые пункты — Юрочкино, Соболево, Макарьино.

## Население
| 2010 |
| ---- |
| 11   |

По переписи 2002 года население — 19 человек.